# Élisabeth Boselli
Pour les articles homonymes, voir Boselli.
 (mars 2025).
Élisabeth Boselli, née le 11 mars 1914 à Paris et morte le 25 novembre 2005 à Lyon, est la première femme pilote de chasse de l'Armée de l'air française. Brevetée pilote militaire le 12 février 1946, au sortir de la Seconde Guerre mondiale, elle est détentrice de plusieurs  records du monde.

## Biographie

### Avant guerre
Née dans une famille aisée, Élisabeth Boselli obtient son diplôme de l'École des sciences politiques de Paris en 1935.
Sa vocation aéronautique se révèle, au hasard d'une conférence sur l'aviation, dans une ancienne chapelle, à la lecture d'ex-votos[réf. souhaitée].
Pour accéder à ce rêve, elle adhère à l'aéro-club du 16e arrondissement de Paris et achète, en copropriété, un Léopoldoff 45.
Le 10 janvier 1938, elle obtient le brevet de pilote de tourisme du 1er degré et totalise 25 heures de vol. L'année suivante, elle accumule les heures et commence une formation à la voltige à l'École Morane.
Un mois avant le déclenchement de la Seconde Guerre mondiale, les vols civils sont interdits. Son carnet de vol s'arrête le 4 août 1939, mettant fin brutalement à tout espoir de décrocher le brevet de transport public.

### Entrée dans l'Armée de l'air
En formation en 1938 au Corps des auxiliaires féminins de l'aéronautique (CAFA) commandé par Madeleine Charnaux comme radio opérateur, en 1939 avec le simple brevet de pilote de tourisme, elle n'entre pas dans les conditions de la loi du 27 avril 1940 ni dans celles du 24 mai 1940 relatives aux auxiliaires de l'Armée de l'air.
Le brevet de deuxième niveau du pilote touristique permet à l'aviatrice de s'enrôler en tant que pilote de la Croix-Rouge.
En avril 1945, elle est engagée volontaire pour la durée de la guerre, qui s'achève. Comme les quatre autres femmes qui composent le deuxième groupe d'élèves pilotes, elle est nommée sous-lieutenant.
Elle est la dernière à arriver à l'école de pilotage militaire de Châteauroux. Le premier groupe (Bray, Marzellier, Dupeyron, Jourjon et Lion) préparait ses valises lorsque ce second groupe arrive à Châteauroux : accoutumance pour Yvette Grollet-Briand le 12 avril avec le Mauboussin 129 ; le 15 avril pour Suzanne Melk en Caudron Luciole ; le 19 avril pour Anne-Marie Imbrecq ; le 27 avril pour Geneviève Lefèvre ; le 29 avril pour Élisabeth Boselli.
Après une heure de vol et six atterrissages en Caudron Luciole avec le lieutenant Michel Meyrand, la jeune femme est lâchée en solo le 30 avril.
La formation s'accélère en Mauboussin 129/48  et avec le Morane-Saulnier MS.315. Elle effectue son dernier vol d'instruction dans cet avion le 24 juin 1945.
En août, elle rejoint l'École des moniteurs de Tours pour devenir monitrice. Ce qui suppose de voler à bord des autres avions de la base de Tours comme l'a expliqué le commandant de l'école, Roger Duval : un avion de voltige, le  Stampe SV4, le Nord 1001 puis le Douglas A-24B Banshee un bombardier en piqué transformé en avion d'entraînement par l'Armée de l'air et le Dewoitine D.520.
L'accompagnent Suzanne Melk, Geneviève Lefèvre-Seillier et Anne-Marie Imbrecq. Anne Grollet-Briand, enceinte, ne se rend pas à Tours. En décembre, c'est le lâcher en Dewoitine D.520. Avec Suzanne Melk, Élisabeth est la seule du groupe à être jugée apte à voler avec le meilleur avion de la campagne de France : le Dewoitine D.520.
Entre leur arrivée et les épreuves du brevet, les 29-31 janvier 1946, Élisabeth Boselli a fait plus de quarante heures de Stampe et Melk plus de quarante-huit heures. Elles volent également en Nord 1001 et sur Douglas A.24B : 16h10 pour Boselli, 13h25 pour Melk (dont une séance de voltige et une de vol sans visibilité) avec ce bombardier. Suzanne Melk et Élisabeth Boselli sont les deux seules femmes à voler sur Dewoitine D.520, contrairement à ce qu’a affirmé Gisclon[Qui ?] bien des années plus tard[réf. souhaitée]. Élisabeth Boselli l’a confirmé en 1981 : « Nous avons été deux à piloter l’avion de chasse Dewoitine 520 monoplace. Avec moi, il y avait Suzanne Melk qui était une très bonne pilote et tout le monde l’admirait en tant que pilote » Les carnets de vol des deux femmes le confirment, tout comme les documents de leurs dossiers d’officier.
Elle passe la première avec succès les épreuves du brevet de pilote militaire, le 12 février 1946,.
En juin 1946, il est mis fin aux vols d'entraînement féminins en raison de réductions budgétaires[réf. souhaitée]. L'Armée de l'air lui délivre les titres et macaron de pilote militaire et lui propose un emploi administratif. La jeune femme refuse.
Élisabeth fréquente alors le centre de vol moteur de Saint-Yan où de grands pilotes de renom l'enseignent et l'aident à poursuivre son rêve.

### Période incertaine
En mai 1947, elle se tourne vers le vol à voile et commence son instruction sur Kranich, un planeur allemand biplace au centre national de Beynes placé sous la houlette de Paul Lepanse, futur recordman de distance.
Quatre mois plus tard, elle obtient le brevet D. En novembre, le centre national de vol à voile de Saint-Auban-sur-Durance étudie le vol d'onde se traduisant par des courants aériens ondulatoires formés par situation de mistral. Grâce à eux, les planeurs peuvent atteindre des altitudes jusqu'alors interdites.
Élisabeth se lance dans la compétition. Elle bat une première fois le record du monde féminin en altitude en atteignant 4 800 mètres puis une seconde fois en avril 1948, avec un planeur Meise, qu'elle emporte à 5 600 mètres. Pendant quatre années elle pratique le vol à voile à Beynes, à Challes-les-Eaux, à Saint-Auban-sur-Durance ainsi qu'à Fayence.
En 1951, elle rencontre à New York deux aviatrices américaines qui lui proposent une promenade d'essai en hydravion, un Luscombe à flotteurs. Elle ne dispose que de dix petits jours pour prendre quelques leçons, passer un examen écrit, se faire lâcher et réussir aux épreuves en vol. Élisabeth obtient son brevet d'hydravion.

### Retour dans l'Armée de l'air
L'année 1952 marque un grand virage dans la vie de la jeune femme. L'Armée de l'air lui propose de s'entraîner avec l'escadrille de présentation basée à Étampes, équipée de Stampe.
Elle se produit au Maroc et en Algérie, via l'Espagne. Son Stampe qu'elle a baptisé « Le Rossignol » « est un biplan de voltige qui vole encore mieux sur le dos qu'en position normale », affirme-t-elle dans un récit. Le Rossignol, doit descendre tous les 200 kilomètres pour refaire le plein à l'aérodrome le plus proche. Elle se produit à Alger, à Constantine et dans de nombreuses autres villes de France. Entre deux meetings, elle effectue des séances de formation au vol sans visibilité à Saint-Yan dans des Stampe aménagés afin d'obtenir la qualification de vol aux instruments. Elle profite de sa licence d'instructeur pour entraîner les élèves infirmières pilotes secouristes de l'air à l'aéro-club d'Étampes.

### 1955, année de ses records du monde
En 1954, après quelques vols en double commande sur Morane-Saulnier MS-475 Vanneau, elle est lâchée seule en Republic P-47 Thunderbolt. 
Le 17 juin, elle rejoint l'École de chasse de Meknès au Maroc pour être lâchée seule en De Havilland Vampire et en Lockheed T-33 Shooting Star. Elle totalise alors 36 h 30 de vol d'avion à réaction. De retour en métropole en octobre, elle est transformée avec le Mistral. À bord de cet avion sous-équipé, sans radiocompas et doté d'un simple poste de radio VHF de douze fréquences, Élisabeth va battre plusieurs records au cours de l'année suivante.
Le 26 janvier 1955, elle remporte le record du monde féminin de vitesse en circuit fermé de 1 000 km sur le trajet Mont-de-Marsan-La Ciotat avec 746,2 km/h.
Un mois plus tard, elle enlève le record du monde féminin de distance en circuit fermé Mont-de-Marsan-Oran-Mont-de-Marsan avec 1 840 km. Le 1er mars 1955, elle bat le record du monde toutes catégories de distance en ligne droite de Creil à Agadir avec 2 331,220 km en 3 h 30.

### Guerre d'Algérie
Elle sollicite de servir en Algérie. En juillet 1957, Élisabeth rendosse l'uniforme et rejoint l'escadrille de liaison aérienne 54, basée à Oued Hamimine (base aérienne 216). Elle réalise des missions de liaison ainsi que des évacuations sanitairesdans des conditions difficiles.
En novembre, elle est mutée au groupe de liaisons aériennes, le GLA 45 de Boufarik, où elle se voit confier la mission importante, notamment pour le moral des troupes, de ramasser, d'acheminer et de distribuer le courrier. La « factrice du ciel » suit un itinéraire comprenant treize étapes et touche l'orée du Sahara à Laghouat. Entre-deux, elle effectue des largages pour des postes de montagne à Bou-Saada.

### Retraite
À 45 ans, Élisabeth a effectué au total 900 heures de vol, 254 missions au titre du maintien de l'ordre en 729 heures de vol, dont 86 missions de guerre en 274 heures. Elle termine sa carrière comme attaché-rédacteur de première classe (capitaine) à des tâches administratives au service de la navigation aérienne.
Elle conserve ce poste jusqu'en 1969, année de son départ à la retraite.
Membre des « Vieilles Tiges », elle participe aux travaux de la commission d'Histoire et Littérature dont elle devient peu après la présidente.
Elle était correspondante de l'Académie nationale de l'air et de l'espace depuis 1985.
Elle meurt le 25 novembre 2005 à Lyon et est enterrée au nouveau cimetière de la Guillotière.
Avec Jacqueline Auriol, Hélène Boucher et Jacqueline Cochran, Élisabeth Boselli fut l'une des aviatrices célèbres d'après-guerre qui écrivirent les plus belles pages de l'histoire des records féminins de l'aviation à réaction.

## Hommages
Le Centre de formation aéronautique militaire initial (CFAMI 05.312) porte son nom,.
En 2021, un timbre est émis en son honneur.
Depuis 2022, le jardin Élisabeth-Boselli lui rend hommage dans le 15e arrondissement de Paris.
Angers dispose d'un boulevard Élisabeth-Boselli. Lyon possède une rue du Capitaine-Élisabeth-Boselli. Une rue de Toulouse porte son nom.

## Distinctions
- Officier de la Légion d'honneur (1995)[25]
- Croix de la Valeur militaire
- Médaille de l'Aéronautique